# Икабог
Икабог jе бајка коју је написала светска књижевница Џ.К. Роулинг. Књига је објављена на пролеће 2020. године са циљем да помогне деци да преброде изолацију насталу под утицајем пандемије Корона вируса. Део прихода од књиге је намењен добротворној организацији Волант која пружа помоћ медицинском особљу и добротворним организацијама које помажу лицима погођеним Корона вирусом   Бајка је прво објављивана по поглављима на званичном интернет сајту, да би у новембру 2020. била и званично издата као књига.

## Припрема и објављивање
Ова књига је намењена деци узраста између седам и девет година. То је прва књига намењена деци коју је Џ.К.Роулинг објавила након популарног серијала о Хари Потеру, а да нема додирних тачака са њим.
Књига је током пролећа 2020. била објављена бесплатно на званичном сајту, поглавље по поглавље, у 34 делова. Џ.К.Роулинг је тада, заједно са својим издавачима организовала ликовни конкурс за децу широм света са циљем да деца на основу књиге направе и пошаљу илустрације од којић ће одређене бити објављене у књизи касније те године.
У Србији је ову књигу издала издавачка кућа Чаробна књига, на чијем сајту је такође књига била објављивана у деловима, поглавље по поглавље од 01.09.2020. до 16.10.2020, а била је доступна бесплатно за читање до 23. октобра 2020. године. Ова издавачка кућа је такође организовала ликовни конкурс за децу из Србије, а илустрације победника су првобитно објављене на сајту издавачке куће Чаробна књига да би се након тога нашле и у преведеном издању књиге за српско тржиште.
Након што је књига званично издата није више бесплатно доступна за читање преко интернета ни у свету ни код нас.

## Радња
Радња књиге је смештена у измишљеној краљевини Изобиљска која беше некад најсрећнија земља на свету. Имала је много злата, краља с брковима какве бисте само пожелели, и месаре, пекаре и сираџије чија је изврсна храна могла навести човека да заигра од среће чим је проба.
Све је било савршено - осим магленог Мочваришта на северу где је, према легендама, обитавао ужасни Икабог. Сви су знали да је Икабог тек пуки мит којим би се деца плашила како би боље слушала родитеље, али митови су згодни јер се понекад отму контроли.
Овај мит нагнаће двоје деце на пустоловину каквој се нису надали нити су је желели.